# Устинов, Михаил Михайлович
Михаил Михайлович Устинов  (1800—1871) — русский дипломат, член совета Министерства иностранных дел, посол в Константинополе (1846—47), тайный советник.
Крупный землевладелец, собственник дома № 3 по Моховой улице в Петербурге, где жил и работал И. А. Гончаров.

## Биография
Родился в 1800 году в семье саратовского винного откупщика Михаила Адриановича (1755—1836), удостоенного потомственного дворянства, и жены его урождённой Марфы Андреевны Вешняковой. Воспитывался в Московском университете, где он окончил курс в 1818 году, но считался вступившим на службу с 1803 года, имея три года от роду в канцелярию казначейства.
В 1806 году произведен сенатским регистратором, в 1812 году в коллежские секретари, а в 1815 году в титулярные советники. 30 ноября 1819 года поступил юнкером в кавалергарды. 11 июня 1820 года из юнкеров произведен в корнеты и 2 января 1823 года из-за болезни уволен в отставку. 23 февраля 1824 года определен в коллегию иностранных дел. 9 апреля 1829 года отправлен к графу Паскевичу вторым дипломатическим чиновником.
В 1830 году назначен вторым советником в Константинополь. 6 декабря 1832 года Устинов назначен вице-директором Азиатского департамента, а ровно через год 6 декабря 1833 года уволен от должности, по случаю продолжительной болезни и уехал для лечения за границу, где он пробыл до 1 августа 1835 года. В 1839 году произведен в действительные статские советники, в 1843 году назначен непременным членом совета министерства иностранных дел.
С 4 июня 1846 года 11 августа 1847 года управлял русской миссией в Константинополе. 9 марта 1850 года назначен директором хозяйственного департамента и произведен в тайные советники. Этим департаментом он управлял до 26 мая 1854 года. Скончался 24 июня 1871 года от падучей болезни, похоронен в Александро-Невской Лавре.
Устинов завещал 125 тысяч рублей и место в Саратове для устройства там богадельни. По соглашению с сыновьями, осуществление этой воли приняло на себя Саратовское губернское земство, и 8 ноября 1879 года в Саратове была открыта богадельня тайного советника Михаила Михайловича Устинова. Сначала на 20 мужчин и 20 женщин, а с 1885 года это число увеличилось до 50 человек.
Ему принадлежали в Петровском уезде Саратовской губернии около 20000 десятин разнообразных угодий и около 1000 крепостных душ, овчарное заведение, конный завод, в Пензенской губернии — два винокуренных завода и ещё один конный завод, а в Симбирской — 840 десятин с 168 крепостными душами.

## Семья
Женат на фрейлине Софье Александровне Полянской (02.01.1808—16.12.1866), крестнице принцессы Амалии Баденской, дочери сенатора А. А. Полянского, внучке царской фаворитки Елизаветы Воронцовой и племяннице влиятельного А. И. Рибопьера. По словам современника, из трёх сестер Полянских Софью одну можно было назвать хорошенькой (но не красавицей); хотя нельзя было указать ни на какую черту её лица, заслужившую ей это название, в общем она была пикантной брюнеткой с хорошеньким оригинальным личиком. В своем петербургском доме держала салон. Умерла от воспаления легких, похоронена в Александро-Невской лавре. В браке имела детей: Михаила (08.03.1841—1878) и Александра (10.08.1842—1912; крестник графа М. С. Воронцова и бабушки Е. И. Полянской).
Его брат Григорий Устинов — прадед актёра Питера Устинова, внучатый племянник Адриан Устинов — московский вице-губернатор.

## Награды
- Орден Святого Владимира 2-й ст.
- Орден Святой Анны 1-й ст. с короною
- Орден Святого Станислава 1-й ст. (08.06.1846)
- персидский Орден Льва и Солнца